# Mbundu
De Mbundu of Ambundu zijn een volk dat woont in het noordwesten van Angola, ten noorden van de rivier de Kwanza. De Mbundu spreken Kimbundu, naast de officiële taal van Angola, het Portugees. Het is met 2,4 miljoen mensen in omvang de tweede bevolkingsgroep van het land,.

## Geschiedenis

### Mbundubevolking tot 1880
Het Mbunduvolk is een Bantoevolk. De Bantoesprekende volkeren migreerden in Afrika zuidwaarts, en vermengden zich met lokale volkeren. Ze arriveerden relatief recent in Noord-Angola: hoewel de immigratie er rond 800 op gang kwam, vond deze voor het merendeel plaats tussen de dertiende en zestiende eeuw. Een groot deel van de migratie meed het moeilijk bereisbare midden van Centraal-Afrika. De migratiestromen gingen er westelijk, langs de Atlantische Oceaan, of oostelijk, langs de Indische Oceaan. Het Kimbundu behoort tot de Westbantoetalen, wat doet denken dat de Mbundu vanuit het noorden, en niet het oosten in hun huidige woongebied gearriveerd zijn. De migratie van de Bantoebevolking ging samen met de verspreiding van de landbouw. De nieuwe bevolking bouwde permanente dorpen en dreef handel met de oorspronkelijke bevolking (pygmeeën of Khoisan).
Tot in de veertiende eeuw leefden de Mbundu niet in een staat, maar in onafhankelijke lokale verbanden. Een constante factor in hun samenleving is matrilineariteit. Land werd matrilineair geërfd, en voorouders werden bepaald via moederskant. Dorpen hadden een matrilineaire kern doordat jongens in het dorp van hun ooms van moederskant gingen wonen. De Mbundu hadden een flexibiliteit in hun matrilineaire systeem; doordat het ingevuld kon worden door titels of status, in plaats van personen. Dit kwam bij de grote buurvolkeren niet voor.

Ten zuiden van het woongebied van de Mbundu wonen de Ovimbundu, in het noorden de Bakongo. 

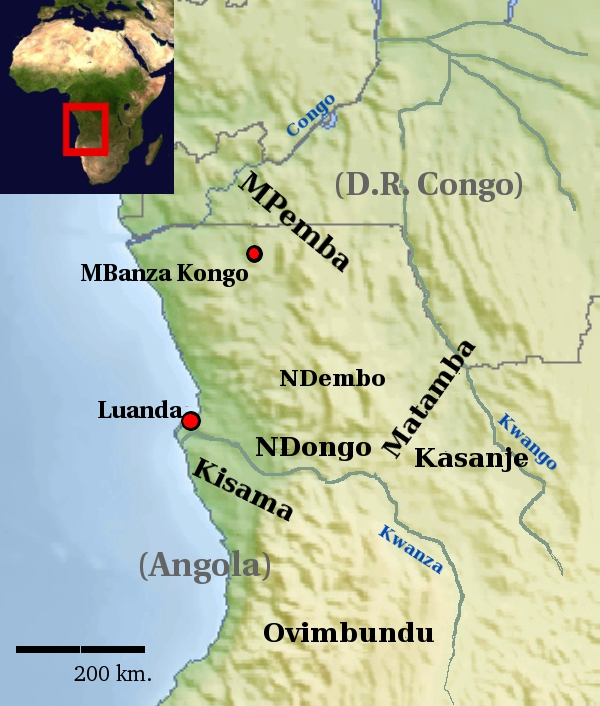
Mbundubevolking en regio

 De naam Mbundu werd het eerst gebruikt door de Bakongo, voordat het volk de term zelf overnam. De eerste koning van Kongo, Ntinu Nimi a Lukeni, drong na 1370 vanaf de Kongostroom het woongebied van de Mbundu vanuit het noorden binnen, maakte het veroverde deel tot zijn provincie Mpemba, en vestigde er zijn hoofdstad Mbanza Kongo. In later jaren maakte het Koninkrijk Kongo het meer zuidelijke Mbundurijk Matamba, dat tussen de Kwanza en de rivier de Kwango ligt, tot vazalstaat. Rond 1500 maakte het aanspraak op het tussen Matamba en de zee gelegen rijk NDongo, en Kisama.
Kongo stond sinds 1482 in contact met de Portugezen. De leider, of ngola, van het kleine rijk NDongo probeerde buiten het handelsmonopolie van Kongo om, met de Portugezen handel te drijven. Dit leidde tot een oorlog, en een nederlaag voor de Bakongo in 1556. Hiermee werd NDongo onafhankelijk van Kongo, maar ook geconfronteerd met het Portugese kolonialisme. In 1590 ging het een alliantie met Matamba aan tegen Portugal. De Portugezen behaalden later, onder gouverneur Manuel Cerveira Pereira met behulp van de gevreesde Imbangalahuurlingen, in 1614 een beslissende overwinning op NDongo. NDongo werd nu zelf slachtoffer van de Afrikaanse slavenhandel, en de bevolking sloeg massaal op de vlucht naar zowel het Kongogebied in het noorden als Kisama en het zuiden.
Nzinga Mbande of, in koloniale literatuur, Anne Nzinga, was de zus van een overleden ngola van NDongo. Kundig politica, onderhandelde ze over een vredesverdrag met de Portugezen, zonder dat duidelijk was of ze daarvoor een mandaat had van de heersende ngola. Het verdrag gaf verregaande voordelen aan de Portugezen op handels- en godsdienstig gebied. Na vijf jaar heerseres over NDongo te zijn geweest, moest ze vluchten voor de Portugese troepen, en werd koningin van Matamba. Dit rijk werd traditioneel door vrouwen geleid. Ze maakte Matamba tot de machtigste staat in de regio, en een groot leverancier van slaven. Matamba werd nadien langzaam in de invloedssfeer van de Portugezen getrokken door oprukkende kolonisten en handelaren. Het rijk, en het naburige deels door Mbundu bevolkte Kasanje, beide verplichte tussenschakels in de slavenhandel, versnipperden toen in de negentiende eeuw deze handel week voor handel in rubber, ivoor en was. Andere Mbundurijken ondergingen hetzelfde lot: verval van het centrale gezag, en opkomst van een klasse, die rijk werd door handel buiten de oude monopolies om, maar minder macht had.

### Koloniale en postkoloniale tijd: vanaf 1880
De Portugezen hadden al in 1836 Matamba veroverd. Formeel waren ze halverwege de negentiende eeuw tot Kasanje gevorderd. Verregaande invloed hadden ze echter niet door gebrek aan mankracht, geld en militaire kwaliteit. De Mbundu bedongen vrijheden of kwamen in opstand. Dit werd anders toen de Europese landen tegen het eind van de negentiende eeuw uit economische, nationalistische en strategische overwegingen hun directe greep op Afrika gingen verstevigen. In de strijd om invloed, ondernamen de Portugezen een aantal militaire expedities en bouwden krachtig gezag op in de gebieden die zij als hun kolonie zagen. Desondanks kende het gebied van de NDembo, een Mbundustam, nog in 1907 een opstand, die na drie jaar strijd door de Portugezen werd neergeslagen. Het land van de NDembo was pas in 1917 volledig door de Portugezen bezet. Hiermee hadden de Portugezen het volledige woongebied van de Mbundu onder controle, als deel van hun kolonie Angola.
In een tijd waarin Portugal zijn waarden vooropstelde, en de Afrikaanse waarden negeerde, legde de Afrikaanse auteur Joaquim Dias Cordeiro da Matta (1857-1894) als eerste de Kimbundutaal op schrift vast, en stelde een woordenboek Kimbundu-Portugees samen.
De jaren tot de Tweede Wereldoorlog waren jaren van bloedige repressie van elk teken van onafhankelijkheid in Angola. Er waren wel pressiegroepen tegen het Portugese optreden. Deze traden op voor het gehele Angolese gebied. Drie van die pressiegroepen vormden in 1956 de Movimento Popular para a Liberação de Angola (MPLA). Aan de basis van de beweging stond een Angolese elite die contacten in Europa had. De partij steunde indirect op de Sovjet-Unie (de Verenigde Staten waren in de Koude Oorlog bondgenoot van Portugal), en voerde een militaire strijd voor de onafhankelijkheid van heel Angola. De eerste acties vonden plaats in de hoofdstad Luanda en in het noorden van Angola, het dichtbevolkte woongebied van de Mbundu. Een tweede front werd in het oosten geopend. Dit is een zeer dunbevolkt gebied. Het woongebied van de Ovimbundu werd niet bereikt, en de MPLA wordt voornamelijk geassocieerd met de Mbundubevolking. In 1966 richtte Jonas Savimbi de rivaliserende bevrijdingsbeweging UNITA op, met een basis onder de Ovimbundu, en later gesteund door Zuid-Afrika en de Verenigde Staten. De combinatie van Koude Oorlog en, vermoedelijk, tribalisme veroorzaakte, na de onafhankelijkheid van Angola in 1975, een burgeroorlog die tot 2002 heeft geduurd.